# Баба-Гургур
Баба-Гургур (араб. بابا كركر‎; курд. بابه ‌گوڕگوڕ) — большое нефтяное месторождение возле города Киркук, открытое в 1927 году. Выработкой нефти сейчас занимается Иракская нефтяная компания.
Это нефтяное месторождение считалось самым большим до тех пор, пока не было открыто месторождение Аль-Гавар в Саудовской Аравии в 1950-х. Баба-Гургур находится в 16 километрах на северо-запад от Киркука и стало известным из-за Вечного пожара (араб. النار الازلية‎), который находится в середине месторождения.
Вечный пожар в нефтяном месторождении Баба-Гургур, по средним оценкам, длится более 4000 лет. Этот пожар в древние времена был описан Геродотом и Плутархом.
Также считается, что царь Навуходоносор приказал бросить трёх иудейских юношей именно в огонь Вечного пожара из-за того, что они отказались поклоняться идолу. Из-за постоянного пожара и выделяющегося сероводорода туристам не рекомендуют находиться возле Вечного пожара очень долго.